# Госьцино-Двур
Госьцино-Двур (пол. Gościno-Dwór, нім. Gut Groß Jestin) — село в Польщі, у гміні Госьцино Колобжезького повіту Західнопоморського воєводства.
Населення — 360 осіб (2011).

## Демографія
Демографічна структура станом на 31 березня 2011 року:
|          | Загалом | Допрацездатний вік | Працездатний вік | Постпрацездатний вік |
| -------- | ------- | ------------------ | ---------------- | -------------------- |
| Чоловіки | 178     | 48                 | 118              | 12                   |
| Жінки    | 182     | 42                 | 115              | 25                   |
| Разом    | 360     | 90                 | 233              | 37                   |